# Уголовный кодекс Китайской Народной Республики 1997 года
Уголовный кодекс Китайской Народной Республики 1997 года (УК КНР) — основной источник уголовного права Китая, единственный нормативный акт, устанавливающий преступность деяний на территории Китайской народной республики.
Действующая редакция Уголовного кодекса КНР была принята на 5-й сессии Всекитайского собрания народных представителей шестого созыва 14 марта 1997 года и вступила в силу с 1 октября 1997 года, сменив предыдущую редакцию (Уголовный кодекс Китайской Народной Республики 1979 года), применявшуюся до тех пор.

## Отличия кодекса от предыдущих актов
Хотя с момента принятия прошлого кодекса в 1979 году существенных изменений политического строя в Китае не произошло, были проведены серьёзные экономические преобразования, легализованы многие элементы рыночной экономики. В целом УК 1997 года не содержит серьёзных изменений по сравнению с УК 1979 года, может считаться его новой редакцией.
Хотя кодекс остался идеологизированным, в него не были включены многие ранее действовавшие положения, имевшие пропагандистскую направленность, им не предусматривается ответственность за контрреволюционные преступления.
В этом акте китайский законодатель решил отказаться от аналогии уголовного закона (которая до этого существовала в контролируемом виде — приговор, вынесенный с использованием аналогии, утверждался Верховным народным судом КНР) и перешёл к материальному определению преступления.
Новыми для китайского законодательства являлись положения об ответственности организаторов преступных сообществ и о возможности привлечения к уголовной ответственности юридических лиц.
Система наказаний не изменилась, хотя характеристики отдельных видов наказания изменились. В частности, был установлен запрет на применение смертной казни к лицам, не достигшим 18-летнего возраста.
Значительно расширена Особенная часть кодекса. Если редакция 1979 года содержала 103 статьи, устанавливавших ответственность за преступления, то в новой редакции их уже 350. Появились новые главы: преступления против интересов национальной обороны, коррупция и взяточничество, преступления военнослужащих против служебного долга.